# Kaporo-rails, histoire d’une cité ruinée
Pour plus de détails, voir Fiche technique et Distribution.
Kaporo-rails, histoire d’une cité ruinée est un film guinéen réalisé par Abdoulaye Sadjo Diallo, sorti en 2020,.

## Synopsis
Le documentaire met en lumières la vie des déguerpis des quartiers Kaporo Rails, Kipé 2 et Dimesse dans la capitale guinéenne en février 2019 ; plus de 20 000 personnes sont concernées.

## Fiche technique
- Titre original : Kaporo-rails, histoire d’une cité ruinée[4]
- Titre français :  Kaporo-rails, histoire d’une cité ruinée
- Réalisation et  Scénario  :  Abdoulaye Sadjo Diallo, Mamadou Samba Sow, Ben Diallo et Alhousseine Diallo
- Compositeur : Abdoulaye Sadjo Diallo
- Ingénieur de son : Lamarana Djebou Sow
- Montage : Abdoulaye Sadjo Diallo et Lamarana Djébou Sow
- Montage son : Abdoulaye Sadjo Diallo et Lamarana Djébou Sow
- Mixage : Abdoulaye Sadjo Diallo
- Production : Collectif des déguerpis de Kaporo-Rails 2019
- Pays d'origine :  Guinée
- Langue : Français
- Genre : Documentaire
- Durée : 30 minutes
- Dates de sortie : 10 octobre 2020